# 베이더우진

베이더우 진의 위치

베이더우진(한국어: 북두진, 중국어: 北斗鎮, 병음: Běidǒu Zhèn)은 중화민국 장화 현의 진이다. 넓이는 19.2547km2이고, 인구는 2019년 9월 기준으로 33,331명이다.

## 지리
베이더우 진은 장화 평원의 남단, 루강시(鹿港渓)의 남안에 위치하고 있다. 동쪽은 톈중 진과 서쪽은 피터우 향과 남쪽은 시저우 향과 북쪽은 톈웨이 향과 접하고 있다.

## 역사
베이터우 진의 옛 이름은 보두(寶斗)이고 독수계(濁水溪) 지류의 하항이 설치되어 대륙과 선박이 왕래하는 장화 지방 남부의 교통의 요충지로서 번창하였다. 청대 말에 취락 주위를 죽책으로 둘러쌌고 책내에 염색공방이나 제당 공방이 설치되어 상징의 중심지로서도 발달해 '일부, 이록, 삼맹갑, 사보두(一府、二鹿、三艋舺、四寶斗)'라는 속담이 있듯이 해운 화물의 집산지로서 대만을 대표하는 번영을 자랑했다. 1806년, 장주계와 천주계 주민간의 격렬한 쟁의가 발생하면서 옛 시가지의 건축물 및 논밭은 괴멸적인 피해를 입었다. 그 때문에 1821년, 보두장에 가구가 재건되어 '보두'로 개칭되었다. 그 후 남부의 윈린 현애 두육문(斗六門)이 있던 것에서 '남두육성, 북두칠성(南斗六星、北斗七星)'과 연관되어 다시 '북두'로 개칭하였다.

## 교육
- 직업고등학교
  - 국립 베이더우 고급가사상업직업학교(國立北斗高級家事商業職業學校)
- 중학교
  - 현립 베이더우 중학교(縣立北斗國中)
- 초등학교
  - 현립 베이더우 초등학교(縣立北斗國小)
  - 현립 완라이 초등학교(縣立萬來國小)
  - 현립 뤄칭 초등학교(縣立螺青國小)
  - 현립 뤄양 초등학교(縣立螺陽國小)
  - 현립 다이신 초등학교(縣立大新國小)

## 출신자
- 린제밍 - 제러미 린의 아버지

## 주요 기관
- 베이더우진사무소(北斗鎮公所)
- 베이더우진대표회(北斗鎮民代表會)
- 베이더우진립도서관(北斗鎮立圖書館)
- 베이더우진위생소(北斗鎮衛生所)
- 베이더우호정사무소(北斗戶政事務所)
- 베이더우지정사무소(北斗地政事務所)
- 장화현경찰국 베이더우지국(彰化縣警察局北斗分局)
- 장화현지방세무국 베이더우지국(彰化縣地方稅務局北斗分局)
- 재정부중구국세국 베이더우징수지국(財政部中區國稅局北斗稽徵所)

## 교통
- 도로
  - 국도 1호선
  - 성도 1호선
  - 현도 150호선
  - 향도 창89, 창89-1, 창90, 창97, 창98, 창100, 창101, 창107, 창153호선

- 버스
  - 장화현내버스(彰化縣公車):
    - 8［대만철도톈중역-시저우공원］
    - 12［고속철도장화역-고속철도장화역］（순환버스,휴일운전）
    - 15 [ 얼린-시토우 ]（휴일정지）

  - 국광버스(國光客運): 1830［명도대학교(베이더우)-타이페이］
  - 위안린버스(員林客運):
    - 6707［위안린-얼린］
    - 6709［톈중-얼린］
    - 6716［베이더우-장화］
    - 6881［위안린-시뤄］
    - 6882［타이중-시뤄］

## 관광
- 베이더우 뗸안궁(北斗奠安宮)
- 베이더우 강변공원(北斗河濱公園)
- 스은공원(思恩公園)
- 로터리공원(扶輪公園)
- 소시장광장(牛墟廣場)
- 심쿵광장(心動廣場)
- 베이더우 큰 반얀나무(北斗大榕樹)
- 베이더우야시장(北斗夜市)
- 베이더우붉은벽돌시장(北斗紅磚市場)
- 베이더우보갑사무소(北斗保甲事務所)
- 베이더우군수관사(北斗郡守官舍)